# 黃榜書
黃榜書（？—？），廣西省潯州府桂平縣人，清朝政治人物、同進士出身。
光緒十五年（1889年），参加光緒己丑科殿試，登進士三甲22名。同年五月，著主事，分部学习。